# Davor Mance
Davor Mance (Vrata, Fužine, 24. kolovoza 1938. – Zagreb, 9. svibnja 2020.) hrvatski je arhitekt i urbanist. 

## Životopis
Davor Mance rođen je 24. kolovoza 1938. godine u mjestu Vrata. Diplomirao je na Arhitektonskome fakultetu u Zagrebu 1964. godine (Vladimir Turina). Djelovao je u Urbanističkom institutu Hrvatske, potom u Zavodu za planiranje grada Zagreba. Izradio je veći broj generalnih urbanističkih planova, projekata stambenih naselja te rekonstrukcija povijesnih jezgri. Umro je u Zagrebu 9. svibnja 2020. godine.

## Značajna djela
- Ugostiteljski objekt Lovačka kuća u Derventi (1967., uništena 1992.)
- Poslovna zgrada i Dom umirovljenika u Đakovu (1974.)
- Nacionalna i sveučilišna knjižnica, Zagreb (1974. – 1994., s Marijanom Hržićom, Zvonimirom Krznarićom i Velimirom Neidhardtom)
- Gaj urni – Krematorij, Mirogoj, Zagreb (1981. – 1985., s Marijanom Hržićom i Zvonimirom Krznarićom)[1]